# Корт, Маргарет
Ма́ргарет Джин Корт (англ. Margaret Jean Court, также известная как Маргарет Смит-Корт, англ. Margaret Smith Court; род. 16 июля 1942, Олбери, Австралия), — австралийская теннисистка, победительница 62 турниров Большого шлема в 1960—1975 годах (24 в одиночном разряде, 19 в женском парном и 19 в смешанном парном разрядах), обладательница непревзойдённых рекордов по числу побед в сумме и по числу одиночных титулов. Если учитывать разделённое чемпионское звание на Открытом чемпионате Австралии в 1965 и 1969 годах в смешанном парном разряде, когда финал не игрался, число побед Корт на турнирах Большого шлема достигает 64.
Семь раз возглавляла ежегодный женский рейтинг газеты Daily Telegraph. Единственная в истории тенниса обладательница календарного Большого шлема в двух различных разрядах (женском одиночном и смешанном парном). В 1963 году вместе с Кеном Флетчером завоевала Большой шлем в смешанном парном разряде, а в 1965 году повторила этот результат с тремя разными партнёрами (если учитывать разделённое звание в Открытом чемпионате Австралии). В 1970 году стала второй женщиной в истории и первой с начала Открытой эры, кому удалось завоевать Большой шлем в одиночном разряде.
Корт — четырёхкратная обладательница Кубка Федерации в составе сборной Австралии (1964—1965, 1968, 1971). Член Международного зала теннисной славы с 1979, Зала спортивной славы Австралии с 1985 и Зала теннисной славы Австралии с 1993 года, кавалер ордена Британской империи, компаньон ордена Австралии. Имя Маргарет Корт носит центральный корт стадиона «Мельбурн-Парк», где проводится Открытый чемпионат Австралии.
После завершения игровой карьеры обратилась к христианству, став проповедницей церкви пятидесятников. Возглавляет собственный приход с более чем тысячей верующих. Неоднократно выступала с заявлениями с консервативных позиций против абортов и представителей ЛГБТ-сообщества, получавшими широкое освещение в прессе.

## Личная жизнь
Маргарет Смит родилась и выросла в Олбери, недалеко от границы Нового Южного Уэльса и Виктории, в семье Джеймса и Мод Смит, став последней из их четырёх детей. Её отец был прорабом на фабрике молочных продуктов. Училась в школе Св. Бригитты в Олбери, а затем, поссорившись с учительницей, — в католической школе Св. Августина в Уодонге (Виктория), после чего освоила профессию машинистки в Техническом колледже Олбери.
В конце 1966 года, прервав игровую карьеру, Смит переехала в Перт, где вместе со знакомой по Мельбурну Хелен Плэйстед открыла бутик под названием Peep Hole. Расставание с теннисом позволило ей уделять больше внимания досугу, она посещала вечеринки и ходила на свидания. В Перте она познакомилась с Барримором Кортом — торговцем шерстью, яхтсменом и сыном влиятельного местного политика. Они поженились осенью 1967 года. У Маргарет четверо детей (сын Дэниел и дочери Марика, Тереза и Лайза), двое из которых родились в 1972 и 1974 годах, когда она ещё выступала на высшем уровне.
По окончании выступлений осела с мужем и детьми в Перте. Семья также владеет сельскохозяйственными угодьями рядом с городом Нью-Норсия в двух часах езды от Перта. В 1977 году у Маргарет диагностировали недостаточность клапана сердца. С этого момента её физическое состояние продолжало ухудшаться, пока в 1979 году ей не пришлось перенести операцию.

## Спортивная карьера

### Любительская эра
Маргарет Смит начала играть в теннис в восьмилетнем возрасте, поначалу используя доску вместо ракетки. Вместе с друзьями она часто пробиралась через дыры в заборе в близлежащий теннисный центр, чтобы поиграть на одном из дальних кортов. По воспоминаниям Маргарет, она не могла себе позволить играть из-за задней линии, так как там её могли увидеть из окна кабинета главного тренера центра, поэтому ей пришлось осваивать игру у сетки. Позже главный тренер, Уолли Раттер, разрешил девочке пользоваться кортами и начал давать ей уроки, а она помогала ему и его жене по дому. Раттер тренировал её вместе с мужчинами, развивая её физическую форму, и вскоре она превзошла по силе всех женщин-теннисисток в округе. Подростком Маргарет переехала в Мельбурн, где стала тренироваться у Фрэнка Седжмена и Стэна Николса. Занимаясь с Николсом, она усвоила убеждение в высокой важности общей физической подготовки и впоследствии, в лучшие свои годы, выделялась в этом аспекте среди женщин-теннисисток.
В 1960 году 17-летняя Смит проиграла в финале чемпионата Австралии среди девушек, но уже через два дня завоевала первый в карьере титул чемпионки Австралии среди взрослых. По пути к победе она обыграла в четвертьфинале бразильянку Марию Буэно, победительницу Уимблдонского турнира и чемпионата США, в трёх сетах.
Вначале эта победа была оценена как преждевременная. Фрэнк Седжмен позже рассказывал: «Я знал, что она хороша, но не настолько хороша» (англ. I knew she was good but not that good). Сразу после победы в чемпионате Австралии Смит проиграла в финале чемпионата Новой Зеландии и не попала в состав австралийской женской сборной, отправленной для выступлений в Европу и Америку. Однако на следующий год она успешно защитила титул чемпионки Австралии и отправилась с командой в Европу. В ходе этой поездки глава делегации Нелл Хопман установила жёсткий режим экономии, и спортсменки питались впроголодь. За время турне Смит, привыкшая к сытным завтракам и мясу на ужин, похудела на 6 кг. В Англии на своём первом Уимблдонском турнире она дошла до четвертьфинала в одиночном разряде (где не реализовала два матчбола против хозяйки корта Кристин Трумэн) и до финала в женских парах с Джен Леэйн. Однако после этого она попала в больницу с инфекционным мононуклеозом и провела там и вечер чемпионского бала, и своё 19-летие. Сознавая, что команда получает деньги за её участие в турнирах и при этом ограничивает её даже в тратах на еду, Смит заявила, что отказывается в будущем участвовать в турне, организуемых Хопман. Несмотря на конфликт с главой команды, она всё же приняла участие в чемпионате США и дошла в нём до полуфинала, завершив сезон на четвёртом месте в рейтинге лучших теннисисток мира.
В 1962—1966 годах Смит защищала звание чемпионки Австралии ещё пять раз подряд. Ассоциация лаун-тенниса Австралии осудила её позицию в конфликте с Хопман, но бизнесмен из Мельбурна Роберт Митчелл объявил, что оплатит её выступления за границей, и уже в 1962 году она отправилась за границу отдельно от остальной австралийской команды. В Европе Смит первой среди австралийских теннисисток выиграла чемпионат Италии, победив в финале Буэно, а затем обыграла в финале чемпионата Франции первую ракетку официальной австралийской делегации Лесли Тёрнер (отыграв по ходу встречи матчбол). К началу Уимблдонского турнира Маргарет завоевала десять титулов подряд и была посеяна на нём под первым номером. Однако там в первом же матче она проиграла американке Билли Джин Моффитт (впоследствии Кинг) 6:1, 3:6, 5:7 после того, как вела в решающем сете 5:2. Смит стала первой в истории Уимблдона теннисисткой, посеянной под первым номером и выбывшей из борьбы, не одержав ни одной победы. Однако чемпионат США сложился для неё более удачно: в полуфинале она победила любимицу местной публики Марию Буэно, а в финале — действующую чемпионку Дарлин Хард. Эта победа тоже стала первой в истории этого турнира в женском одиночном разряде для представительниц Австралии. Всего за год Смит выиграла 15 турниров, в том числе три из четырёх турниров Большого шлема, и проиграла только два матча, завершив сезон уже на первом месте в рейтинге.
После 1962 года единственным турниром Большого шлема, который ещё не выигрывался Смит, остался Уимблдонский турнир. Однако она завершила завоевание карьерного Большого шлема уже на следующий год, обыграв в финале Уимблдонского турнира Билли Джин Моффитт в двух сетах. Как и на чемпионатах Франции и США, на Уимблдоне она стала первой австралийкой, победившей в одиночном разряде. В 1964 году основная конкуренция за позицию лучшей теннисистки мира развернулась между Смит и Буэно. Вначале они встретились в финале чемпионата Франции, где австралийка проигрывала после первого сета, но сумела отыграться и завоевать титул. Новая встреча состоялась в финале Уимблдона. Обе соперницы достаточно легко дошли до решающего матча, испытав проблемы только по разу — Смит в игре с Карен Сасман, где сумела выиграть первый сет лишь со счётом 11:9, а Буэно в полуфинале с Лесли Тёрнер, где для победы понадобилось три сета. В финале Смит неоднократно подводили нервы. В первом сете она сделала грубую ошибку на второй подаче при счёте 3:3, 15-40, и бразильская теннисистка спокойно довела сет до победы. Во втором сете австралийка повела 4:0, но растеряла всё преимущество и в итоге с трудом победила 9:7. В решающем сете равная игра продолжалась до счёта 3:3, но затем неуверенная игра Смит снова стоила ей гейма на своей подаче, и этого оказалось достаточно для Буэно, чтобы завоевать титул. После этой неудачи австралийка рано проиграла на чемпионате США, уступив Сасман уже в 1/8 финала, а Буэно завоевала второй титул в турнирах Большого шлема за сезон. Историк тенниса Бад Коллинз указывает, что в целом результаты австралийки в этом сезоне были более внушительными, чем у бразильянки: Смит потерпела всего два поражения при 67 победах и завоевала 13 титулов, тогда как Буэно одержала 82 победы при 10 поражениях и выиграла 7 турниров. В итоге в авторитетном ежегодном рейтинге газеты Daily Telegraph Смит, как и в два предыдущих года, была поставлена на первое место, а Буэно стала только второй.
В 1965 году, как и за три года до этого, на счету Смит было три победы в турнирах Большого шлема из четырёх возможных — единственное поражение пришлось на Открытый чемпионат Франции. В итоге в начале 1966 года число её титулов на турнирах Большого шлема в одиночном разряде достигло 13. Одна из этих побед досталась австралийке без игры (ввиду неявки Нэнси Ричи на чемпионате Австралии 1966 года), ещё в восьми победных финалах она не отдала соперницам ни одного сета, и лишь четыре продолжались до третьего сета (в том числе недоигранный финал чемпионата Австралии 1965 года, где Мария Буэно сдала матч, проигрывая 2:5 в решающем сете).
Успехи Смит в парах в эти годы были ещё более внушительными. Уже в 1963 году она в паре с Кеном Флетчером завоевала календарный Большой шлем (все четыре турнира в один год) в миксте. Спустя два года Маргарет выиграла с двумя разными партнёрами (Флетчером и Фредом Столлом) чемпионат Франции, Уимблдонский турнир и чемпионат США, в паре с третьим (Джоном Ньюкомбом) разделив без игры чемпионское звание в чемпионате Австралии; это позволяет сайту Международного зала теннисной славы называть её единственным человеком в истории, дважды выигрывавшим Большой шлем в этом разряде. Начав в 1963 году выступления за сборную Австралии в Кубке Федерации, Смит в следующие два года дважды помогла австралийской команде завоевать этот трофей.
В 1966 году, в 24 года, Смит после завоевания седьмого титула чемпионки Австралии проиграла в полуфинале Уимблдонского турнира Билли Джин Кинг. После этого поражения она решила, что теннис больше не занимает все её помыслы, ей не к чему больше стремиться на корте и пришла пора сменить карьеру. В 1967 году она не выступала в теннисных соревнованиях.

### Открытая эра
Расставание с теннисом продлилось 14 месяцев, в течение которых Маргарет поддерживала спортивную форму, играя в сквош. В этом виде спорта они с Хелен Плэйстед (в замужестве Мьюр) были двумя первыми ракетками Западной Австралии. Спортсменка вернулась на корт к началу Открытой эры уже замужней женщиной. Первоначально её возвращение планировалось как медовый месяц, который позволит новому мужу познакомиться с её друзьями по всему миру, а ей поиграть в собственное удовольствие в нескольких турнирах. Однако Маргарет обнаружила, что к ней вернулся вкус к игре. Уже в начале 1968 года она дошла до финала чемпионата Австралии. Пропустив чемпионат Франции, Корт проиграла в четвертьфиналах обоих первых открытых турниров Большого шлема — на Уимблдоне соотечественнице Джуди Тегарт, а на Открытом чемпионате США Буэно. Не добившись громких побед в одиночном разряде в первый год после возвращения, она всё же выиграла Уимблдонский турнир в миксте, Открытый чемпионат США в женских парах и свой третий Кубок Федерации со сборной Австралии.
Дальнейшие успехи Корт были сопоставимы с её достижениями в любительскую эру. В 1969 году австралийка во второй раз за карьеру выиграла три турнира Большого шлема в одиночном разряде из четырёх, проиграв только в полуфинале Уимблдонского турнира будущей чемпионке Энн Хейдон-Джонс. В общей сложности Корт первенствовала в 19 из 24 турниров, в которых приняла участие. На следующий сезон она поставила себе задачу победить во всех четырёх турнирах Большого шлема. На Открытом чемпионате Австралии Корт не проиграла ни одного сета и не отдавала соперницам больше четырёх геймов за матч. На Открытом чемпионате Франции австралийка была близка к поражению в матче второго круга против Ольги Морозовой, проиграв первый сет и лишь с большим трудом победив во втором со счётом 8:6, но третий выиграла уже легко. После этого, в том числе в финале, она не сталкивалась с серьёзными проблемами. На Уимблдоне Корт легко дошла до финала, где встретилась со своей постоянной соперницей Билли Джин Кинг. В этом матче обе теннисистки играли осторожно, уделяя много внимания обороне, удерживая соперницу на задней линии и не давая реализовать сильнейшие стороны её игры. За первый сет Кинг взяла четыре подачи Корт, получая возможность окончить его на своей подаче, но каждый раз австралийке удавалось отыграться. В итоге после 88 минут игры американка потеряла концентрацию и проиграла сет со счётом 12:14. Во втором сете равная игра продолжалась до счёта 7:7, после чего у Кинг начались проблемы с правым коленом. Корт не сумела реализовать первые три матчбола, но всё же завершила игру в 20-м гейме, выиграв второй сет 11:9. Матч продолжался 2 часа 28 минут, а по количеству сыгранных геймов побил рекорд женских финалов Уимблдона (предыдущий рекорд установили Сюзанн Ленглен и Доротея Ламберт-Чамберс в 1919 году в игре, окончившейся со счётом 10:8, 4:6, 9:7). Первый сет этого матча, продолжавшийся 26 геймов, стал рекордным для всех финалов Уимблдонского турнира — как женских, так и мужских.
Накануне Открытого чемпионата США серия из 41 победы Корт была прервана в полуфинале турнира в Ист-Ориндже (Нью-Джерси). Причиной поражения от молодой калифорнийки Патти Хоган стал психологический срыв. В Нью-Йорке, однако, австралийка была гораздо лучше настроена и до финала отдала соперницам только 13 геймов в пяти матчах. Среди прочего, она взяла реванш у Хоган со счётом 6:1, 6:1. Лишь в финале у Корт снова начались сложности. Она выиграла первый сет у Розмари Казалс со счётом 6:2, но затем с таким же результатом проиграла второй. В решающем сете при счёте 3:1 в пользу Корт по геймам Казалс была близка к тому, чтобы взять подачу соперницы, но австралийская теннисистка спасла почти невозможный розыгрыш и довела гейм до победы. Добившись психологического перелома, она выиграла сет со счётом 6:1. Эта победа завершила завоевание второго в истории календарного Большого шлема в женском одиночном разряде после Морин Коннолли. В общей сложности за этот год Корт выиграла 104 из 110 своих матчей в одиночном разряде и 21 из 27 турниров.
| Этап        | Открытый чемпионат Австралии | Открытый чемпионат Австралии | Открытый чемпионат Франции | Открытый чемпионат Франции | Уимблдонский турнир  | Уимблдонский турнир | Открытый чемпионат США | Открытый чемпионат США |
| Этап        | Соперница                    | Счёт                         | Соперница                  | Счёт                       | Соперница            | Счёт                | Соперница              | Счёт                   |
| ----------- | ---------------------------- | ---------------------------- | -------------------------- | -------------------------- | -------------------- | ------------------- | ---------------------- | ---------------------- |
| 1/32 финала | Без игры                     | Без игры                     | Марейке Схар               | 6-1 6-1                    | Сьюзен Александер    | 6-0 6-1             | Пэм Остин              | 6-1 6-0                |
| 1/16 финала | Кэролайн Лангсфорд           | 6-0 6-0                      | Ольга Морозова             | 3-6 8-6 6-1                | Мария-Эухения Гусман | 6-0 6-1             | Патти Хоган            | 6-1 6-1                |
| 1/8 финала  | Керри Уилкинсон              | 6-0 6-1                      | Лесли Хант                 | 6-2 6-1                    | Власта Вопичкова     | 6-3 6-3             | Триш Фолкнер           | 6-0 6-2                |
| 1/4 финала  | Ивонн Гулагонг               | 6-3 6-1                      | Розмари Казалс             | 7-5 6-2                    | Хельга Ниссен        | 6-8 6-0 6-0         | Хелен Гурлей           | 6-2 6-2                |
| 1/2 финала  | Карен Кранцке                | 6-1 6-3                      | Джули Хелдман              | 6-0 6-2                    | Розмари Казалс       | 6-4 6-1             | Нэнси Ричи             | 6-1 6-3                |
| Финал       | Керри Мелвилл                | 6-3 6-1                      | Хельга Ниссен              | 6-2 6-4                    | Билли Джин Кинг      | 14-12 11-9          | Розмари Казалс         | 6-2 2-6 6-1            |

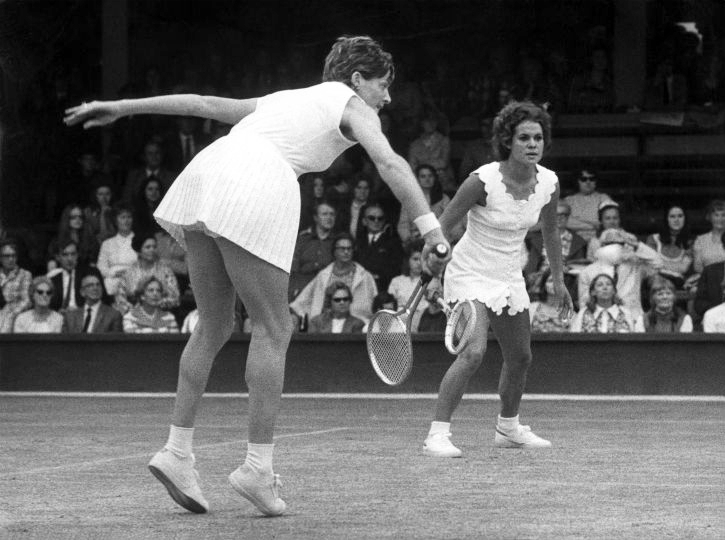
Корт и Ивонн Гулагонг на Уимблдонском турнире 1971 года

В 1971 году Корт завоевала свой десятый титул в чемпионатах Австралии, в финале победив молодую соотечественницу Ивонн Гулагонг. Она также в четвёртый раз завоевала со сборной Австралии Кубок Федерации. Уже будучи беременной, она дошла до очередного финала Уимблдонского турнира, где проиграла Гулагонг в трёх сетах. Корт пропустила бо́льшую часть сезона 1972 года, но вернулась к соревнованиям через шесть месяцев после рождения сына и стала полуфиналисткой Открытого чемпионата США.
На следующий год Корт вернула себе звание первой ракетки мира. В этом сезоне австралийка выиграла 102 матча из 108 в 18 турнирах и в третий раз стала победительницей трёх турниров Большого шлема из четырёх в одиночном разряде за год, единственное поражение потерпев в полуфинале Уимблдонского турнира от юной Крис Эверт. Эти же две соперницы встретились в финале Открытого чемпионата Франции, где американка выиграла первый сет и вела во втором 5:3, но не сумела победить на собственной подаче. Матч завершился со счётом 6:7, 7:6, 6:4 в пользу более опытной спортсменки. В том же году состоялся широко разрекламированный выставочный матч между Корт и бывшей первой ракеткой мира среди мужчин Бобби Риггсом. Маргарет проиграла этот матч со счётом 2:6, 1:6, и он вошёл в историю как «Избиение в День матери» (по дню проведения). Поражение Корт заставило её постоянную соперницу Билли Джин Кинг в свою очередь принять вызов Риггса; их встреча стала известна как «Битва полов».
Родив дочь Марику в июле 1974 года, австралийка к концу сезона снова вернулась на корт и сыграла во всех трёх разрядах в чемпионате Южной Африки, где стала финалисткой в женских парах и завоевала титул в миксте. В Открытом чемпионате Австралии экс-чемпионка дошла до четвертьфинала, где проиграла юной Мартине Навратиловой. Корт продолжала выступать на протяжении ещё двух лет, завоевав свой последний титул в турнирах Большого шлема в Открытом чемпионате США 1975 года в женском парном разряде. По завершении игровой карьеры некоторое время занималась тренерской работой, давая уроки на семейном корте на добровольных началах. По словам Корт, она занималась этим из желания помочь обладателям хорошего потенциала и никогда не брала плату за обучение, считая его возвращением долга за помощь, которую сама получила в детстве.

## Стиль игры и оценки

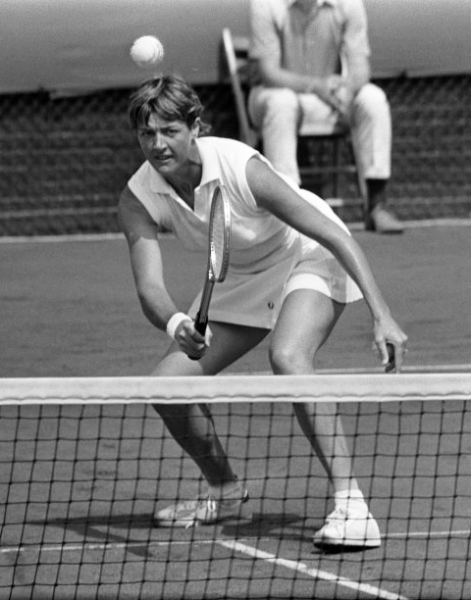
Корт играет у сетки, 1970 год

Будучи левшой от рождения, Маргарет переучилась на игру правой рукой в процессе тренировок. Её подача была мощной и быстрой, хотя и уступала подаче Элис Марбл. Игра Корт с отскока была надёжной и уверенной, с сильным ударом открытой ракеткой и элегантным бэкхендом. Австралийка уверенно и осознанно выходила к сетке (по мнению теннисного комментатора Питера Мирза, из последующих поколений лучше неё это делала только Мартина Навратилова), и с её длинными руками обвести её при этом по линии всегда было трудно (многочисленные источники сообщают, что руки Корт были на 3 дюйма (8 см) длиннее, чем в среднем у женщин её роста). Выработке этого стиля игры способствовали тренировки с мужчинами: он позволял избегать долгих розыгрышей мяча против физически более сильных соперников. Корт отличалась скоростью передвижения (на равных соревнуясь с австралийской чемпионкой на спринтерских дистанциях Гленис Бизли) и выносливостью, уделяя много внимания поддержанию спортивной формы по примеру Фрэнка Седжмена, бывшего энтузиастом физической подготовки. Билли Джин Кинг вспоминала, что Маргарет была первой на её памяти женщиной-спортсменкой, тренировавшейся со штангой, а тренер Стэн Николс рассказывал, как на одной из тренировок она выполнила подряд 90 прыжков на месте с подтягиванием колен к груди — результат, который после неё удалось повторить только одному мужчине. Её великолепное физическое развитие принесло ей прозвище «Австралийская амазонка» (англ. Aussie Amazon). Другим прозвищем, которое дала ей Билли Джин Кинг, было «Рука» (англ. The Arm), что было связано с эффективной игрой Маргарет у сетки.
Спортивный журналист Герберт Уоррен Уинд в конце 1970-х годов отмечал, что выдающиеся физические данные Корт и безукоризненная координация движений во время игры постоянно порождали высочайшие ожидания у специалистов. По мнению Уинда, именно тот факт, что эти ожидания не всегда оправдывались, стал причиной того, что место Корт в числе величайших теннисисток в истории оставалось предметом споров. В качестве причины он называл частые психологические срывы австралийской теннисистки в ключевых матчах. Кроме того, критики утверждали, что её игра, надёжная и эффективная, лишена в то же время стиля и красоты, характеризующих по-настоящему великих игроков. Уинд также указывал, что многие ведущие теннисистки из Старого Света и Америки (в том числе Сюзанн Ленглен, Хелен Уиллз-Муди и Элис Марбл) не утруждали себя поездкой в Австралию в зимние месяцы для участия в Открытом чемпионате Австралии, тогда как среди титулов Корт в одиночном разряде 11 были завоёваны именно у неё на родине.

## Карьерные достижения
В общей сложности за время карьеры Маргарет Смит-Корт стала 24-кратной победительницей турниров Большого шлема в одиночном разряде — рекорд, который остаётся не побитым более сорока лет. Не превзойдён также её рекорд по общему количеству титулов во всех разрядах — 64, в том числе 21 в миксте и 19 в женских парах (по альтернативным подсчётам, исключающим разделённые титулы, у Корт 19 побед в миксте и 62 в сумме).
Согласно сайту Международного зала теннисной славы, за годы карьеры (с 1960 по 1975) Смит-Корт выиграла 1180 матчей, проиграв только 107 (92 % побед); «Исторический словарь тенниса» Дж. Грассо указывает схожие цифры — 1177 побед при 106 поражениях. С начала Открытой эры на её счету было 593 победы при 56 поражениях. Она выиграла 24 из 29 финалов турниров Большого шлема в одиночном разряде, в которых участвовала, в том числе с начала Открытой эры — 11 из 12. Приняв участие в общей сложности в 47 турнирах Большого шлема в одиночном разряде, она играла в четвертьфинале в 43 из них и в полуфинале — в 36. Корт — одна из трёх обладательниц «полного набора» титулов турниров Большого шлема: она выигрывала все 4 турнира в одиночном, парном и смешанном парном разрядах. Среди мужчин такого не добился никто; хотя у женщин этого результата достигли также Дорис Харт и Мартина Навратилова, Корт остаётся единственной, кто выиграл каждый турнир в каждом из разрядов как минимум дважды. В четырёх сезонах (1965, 1969, 1970 и 1973) австралийка выигрывала больше чем по 100 матчей. Она также по три раза побеждала на престижных чемпионатах Италии и Германии. За сборную Австралии в Кубке Федерации Корт провела 20 игр в одиночном разряде, не потерпев ни одного поражения; в парном разряде она выиграла 15 из 20 встреч. Источники особо выделяют историю соревнования Корт и Билли Джин Кинг — двух ведущих теннисисток мира на рубеже любительской и Открытой эр. Соперницы встречались между собой 32 раза, и австралийка выиграла 22 из этих встреч, в том числе 4 из 5 в финалах турниров Большого шлема. Свою единственную победу на этом уровне Кинг одержала на чемпионате Австралии 1968 года, вскоре после возвращения соперницы к соревнованиям после рождения первого ребёнка.

### Награды и почётные звания
- Член ордена Британской империи с 1967 года[6].
- Офицер ордена Австралии с 2007 года, компаньон с 2021 года[5].
- Член Международного зала теннисной славы с 1979 года, Зала спортивной славы Австралии с 1985 года, Зала теннисной славы Австралии с 1993 года[6] и Зала славы женщин Западной Австралии с 2011 года[5].
- Лауреат Премии Филиппа Шатрие, вручаемой Международной федерацией тенниса (2006)[6].
- В 2003 году в честь Маргарет Корт был назван один из главных кортов «Мельбурн Парка», где каждый год проводится Открытый чемпионат Австралии[6].

## Финалы турниров Большого шлема за карьеру
| Место в ежегодном рейтинге Daily Telegraph | Место в ежегодном рейтинге Daily Telegraph | Место в ежегодном рейтинге Daily Telegraph | Место в ежегодном рейтинге Daily Telegraph | Место в ежегодном рейтинге Daily Telegraph |
| ------------------------------------------ | ------------------------------------------ | ------------------------------------------ | ------------------------------------------ | ------------------------------------------ |
| 1961                                       |                                            |                                            | 4                                          |                                            |
| 1962                                       |                                            |                                            | 1                                          |                                            |
| 1963                                       |                                            |                                            | 1                                          |                                            |
| 1964                                       |                                            |                                            | 1                                          |                                            |
| 1965                                       |                                            |                                            | 1                                          |                                            |
| 1966                                       |                                            |                                            | 2                                          |                                            |
| 1967                                       |                                            |                                            |                                            |                                            |
| 1968                                       |                                            |                                            | 5                                          |                                            |
| 1969                                       |                                            |                                            | 1                                          |                                            |
| 1970                                       |                                            |                                            | 1                                          |                                            |
| 1971                                       |                                            |                                            | 3                                          |                                            |
| 1972                                       |                                            |                                            | 4                                          |                                            |
| 1973                                       |                                            |                                            | 1                                          |                                            |
| 1974                                       |                                            |                                            |                                            |                                            |
| 1975                                       |                                            |                                            | 6                                          |                                            |

### Одиночный разряд (29)

#### Победы (24)
| №   | Год  | Турнир                            | Соперница в финале     | Счёт в финале      |
| --- | ---- | --------------------------------- | ---------------------- | ------------------ |
| 1.  | 1960 | Чемпионат Австралии               | Джен Леэйн             | 7-5 6-2            |
| 2.  | 1961 | Чемпионат Австралии (2)           | Джен Леэйн             | 6-1 6-4            |
| 3.  | 1962 | Чемпионат Австралии (3)           | Джен Леэйн             | 6-0 6-2            |
| 4.  | 1962 | Чемпионат Франции                 | Лесли Тёрнер           | 6-3 3-6 7-5        |
| 5.  | 1962 | Чемпионат США                     | Дарлин Хард            | 9-7 6-4            |
| 6.  | 1963 | Чемпионат Австралии (4)           | Джен Леэйн             | 6-2 6-2            |
| 7.  | 1963 | Уимблдонский турнир               | Билли Джин Моффитт     | 6-3 6-4            |
| 8.  | 1964 | Чемпионат Австралии (5)           | Лесли Тёрнер           | 6-3 6-2            |
| 9.  | 1964 | Чемпионат Франции (2)             | Мария Буэно            | 5-7 6-1 6-2        |
| 10. | 1965 | Чемпионат Австралии (6)           | Мария Буэно            | 5-7 6-4 5-2, отказ |
| 11. | 1965 | Уимблдонский турнир (2)           | Мария Буэно            | 6-4 7-5            |
| 12. | 1965 | Чемпионат США (2)                 | Билли Джин Кинг        | 8-6 7-5            |
| 13. | 1966 | Чемпионат Австралии (7)           | Нэнси Ричи             | Отказ              |
| 14. | 1969 | Открытый чемпионат Австралии (8)  | Билли Джин Кинг        | 6-4 6-1            |
| 15. | 1969 | Открытый чемпионат Франции (3)    | Энн Хейдон-Джонс       | 6-1 4-6 6-3        |
| 16, | 1969 | Открытый чемпионат США (3)        | Нэнси Ричи             | 6-2 6-2            |
| 17. | 1970 | Открытый чемпионат Австралии (9)  | Керри Мелвилл          | 6-1 6-3            |
| 18. | 1970 | Открытый чемпионат Франции (4)    | Хельга Ниссен-Мастхофф | 6-2 6-4            |
| 19. | 1970 | Уимблдонский турнир (3)           | Билли Джин Кинг        | 14-12 11-9         |
| 20. | 1970 | Открытый чемпионат США (4)        | Розмари Казалс         | 6-2 2-6 6-1        |
| 21. | 1971 | Открытый чемпионат Австралии (10) | Ивонн Гулагонг         | 2-6 7-6 7-5        |
| 22. | 1973 | Открытый чемпионат Австралии (11) | Ивонн Гулагонг         | 6-4 7-5            |
| 23. | 1973 | Открытый чемпионат Франции(5)     | Крис Эверт             | 6-7 7-6 6-4        |
| 24. | 1973 | Открытый чемпионат США (5)        | Ивонн Гулагонг         | 7-6 5-7 6-2        |

#### Поражения (5)
| №  | Год  | Турнир                       | Соперница в финале | Счёт в финале |
| -- | ---- | ---------------------------- | ------------------ | ------------- |
| 1. | 1963 | Чемпионат США                | Мария Буэно        | 5-7 4-6       |
| 2. | 1964 | Уимблдонский турнир          | Мария Буэно        | 4-6 9-7 3-6   |
| 3. | 1965 | Чемпионат Франции            | Лесли Тёрнер       | 3-6 4-6       |
| 4. | 1968 | Открытый чемпионат Австралии | Билли Джин Кинг    | 1-6 2-6       |
| 5. | 1971 | Уимблдонский турнир          | Ивонн Гулагонг     | 4-6 1-6       |

### Женский парный разряд (33)

#### Победы (19)
| №   | Год  | Турнир                           | Партнёрша           | Соперницы в финале              | Счёт в финале |
| --- | ---- | -------------------------------- | ------------------- | ------------------------------- | ------------- |
| 1.  | 1961 | Чемпионат Австралии              | Мэри Картер Рейтано | Мэри Бевис-Хотон Джен Леэйн     | 6-4 3-6 7-5   |
| 2.  | 1962 | Чемпионат Австралии (2)          | Робин Эбберн        | Мэри Картер Рейтано Дарлин Хард | 6-4 6-4       |
| 2.  | 1963 | Чемпионат Австралии (3)          | Робин Эбберн        | Джен Леэйн Лесли Тёрнер         | 6-1 6-3       |
| 4.  | 1963 | Чемпионат США                    | Робин Эбберн        | Мария Буэно Дарлин Хард         | 4-6 10-8 6-3  |
| 5.  | 1964 | Чемпионат Франции                | Лесли Тёрнер        | Норма Бейлон Хельга Шульце      | 6-3 6-1       |
| 6.  | 1964 | Уимблдонский турнир              | Лесли Тёрнер        | Билли Джин Моффитт Карен Сасман | 7-5 6-2       |
| 7.  | 1965 | Чемпионат Австралии (4)          | Лесли Тёрнер        | Билли Джин Моффитт Робин Эбберн | 1-6 6-2 6-3   |
| 8.  | 1965 | Чемпионат Франции (2)            | Лесли Тёрнер        | Франсуаза Дюрр Жанин Льеффриг   | 6-3 6-1       |
| 9.  | 1966 | Чемпионат Франции (3)            | Джуди Тегарт        | Джилл Блэкмен Фэй Тойн          | 4-6 6-1 6-1   |
| 10. | 1968 | Открытый чемпионат США (2)       | Мария Буэно         | Розмари Казалс Билли Джин Кинг  | 4-6 9-7 8-6   |
| 11. | 1969 | Открытый чемпионат Австралии (5) | Джуди Тегарт        | Розмари Казалс Билли Джин Кинг  | 6-4 6-4       |
| 12. | 1969 | Уимблдонский турнир (2)          | Джуди Тегарт        | Пегги Мичел Патти Хоган         | 9-7 6-2       |
| 13. | 1970 | Открытый чемпионат Австралии (6) | Джуди Тегарт-Далтон | Карен Кранцке Керри Мелвилл     | 6-1 6-3       |
| 14. | 1970 | Открытый чемпионат США (3)       | Джуди Тегарт-Далтон | Розмари Казалс Вирджиния Уэйд   | 6-3 6-4       |
| 15. | 1971 | Открытый чемпионат Австралии (7) | Ивонн Гулагонг      | Лесли Хант Джилл Эммерсон       | 6-0 6-0       |
| 16. | 1973 | Открытый чемпионат Австралии (8) | Вирджиния Уэйд      | Керри Мелвилл Керри Харрис      | 6-4 6-4       |
| 17. | 1973 | Открытый чемпионат Франции (4)   | Вирджиния Уэйд      | Франсуаза Дюрр Бетти Стове      | 6-2 6-3       |
| 18. | 1973 | Открытый чемпионат США (4)       | Вирджиния Уэйд      | Розмари Казалс Билли Джин Кинг  | 3-6 6-3 7-5   |
| 19. | 1975 | Открытый чемпионат США (5)       | Вирджиния Уэйд      | Розмари Казалс Билли Джин Кинг  | 7-5 2-6 7-6   |

#### Поражения (14)
| №   | Год  | Турнир                       | Партнёрша               | Соперницы в финале                  | Счёт в финале |
| --- | ---- | ---------------------------- | ----------------------- | ----------------------------------- | ------------- |
| 1.  | 1960 | Чемпионат Австралии          | Лоррейн Кохлан Робинсон | Мария Буэно Кристин Трумэн          | 2-6 7-5 2-6   |
| 2.  | 1961 | Уимблдонский турнир          | Джен Леэйн              | Билли Джин Моффитт Карен Хантзе     | 3-6 4-6       |
| 3.  | 1962 | Чемпионат Франции            | Джастина Брикка         | Сандра Рейнольдс-Прайс Рене Схюрман | 4-6 4-6       |
| 4.  | 1963 | Чемпионат Франции            | Робин Эбберн            | Рене Схюрман Энн Хейдон-Джонс       | 5-7 4-6       |
| 5.  | 1963 | Уимблдонский турнир          | Робин Эбберн            | Мария Буэно Дарлин Хард             | 6-8 7-9       |
| 6.  | 1964 | Чемпионат Австралии          | Робин Эбберн            | Джуди Тегарт Лесли Тёрнер           | 4-6 4-6       |
| 7.  | 1964 | Чемпионат США                | Лесли Тёрнер            | Билли Джин Моффитт Карен Сасман     | 6-3 2-6 4-6   |
| 8.  | 1966 | Чемпионат Австралии          | Лесли Тёрнер            | Кэрол Колдуэлл Гребнер Нэнси Ричи   | 4-6 5-7       |
| 9.  | 1966 | Уимблдонский турнир          | Джуди Тегарт            | Мария Буэно Нэнси Ричи              | 3-6 6-4 4-6   |
| 10. | 1969 | Открытый чемпионат Франции   | Нэнси Ричи              | Франсуаза Дюрр Энн Хейдон-Джонс     | 0-6 6-4 5-7   |
| 11. | 1969 | Открытый чемпионат США       | Вирджиния Уэйд          | Франсуаза Дюрр Дарлин Хард          | 6-0 3-6 4-6   |
| 12. | 1971 | Уимблдонский турнир          | Ивонн Гулагонг          | Розмари Казалс Билли Джин Кинг      | 3-6 2-6       |
| 13. | 1972 | Открытый чемпионат США       | Вирджиния Уэйд          | Франсуаза Дюрр Бетти Стове          | 3-6 6-1 3-6   |
| 14. | 1975 | Открытый чемпионат Австралии | Ольга Морозова          | Ивонн Гулагонг Пегги Мичел          | 6-7 6-7       |

### Смешанный парный разряд (25)

#### Победы (19)
| №   | Год  | Турнир                         | Партнёр      | Соперники в финале                 | Счёт в финале |
| --- | ---- | ------------------------------ | ------------ | ---------------------------------- | ------------- |
| 1.  | 1961 | Чемпионат США                  | Боб Марк     | Дарлин Хард Деннис Ралстон         | 3-6 6-2 6-4   |
| 2.  | 1962 | Чемпионат США (2)              | Фред Столл   | Лесли Тёрнер Фрэнк Фрёлинг         | 7-5 6-2       |
| 3.  | 1963 | Чемпионат Австралии            | Кен Флетчер  | Лесли Тёрнер Фред Столл            | 6-4 6-4       |
| 4.  | 1963 | Чемпионат Франции              | Кен Флетчер  | Лесли Тёрнер Фред Столл            | 6-1 6-2       |
| 5.  | 1963 | Уимблдонский турнир            | Кен Флетчер  | Дарлин Хард Боб Хьюитт             | 11-9 6-4      |
| 6.  | 1963 | Чемпионат США (3)              | Кен Флетчер  | Джуди Тегарт Эд Рубинофф           | 3-6 8-6 6-2   |
| 7.  | 1964 | Чемпионат Австралии (2)        | Кен Флетчер  | Джен Леэйн Майк Сангстер           | 6-4 6-4       |
| 8.  | 1964 | Чемпионат Франции (2)          | Кен Флетчер  | Лесли Тёрнер Фред Столл            | 6-3 4-6 8-6   |
| 9.  | 1964 | Чемпионат США (4)              | Джон Ньюкомб | Джуди Тегарт Эд Рубинофф           | 10-8 4-6 6-3  |
| 10. | 1965 | Чемпионат Франции (3)          | Кен Флетчер  | Мария Буэно Джон Ньюкомб           | 6-4 6-4       |
| 11. | 1965 | Уимблдонский турнир (2)        | Кен Флетчер  | Джуди Тегарт Тони Роч              | 12-10 6-3     |
| 12. | 1965 | Чемпионат США (5)              | Фред Столл   | Джуди Тегарт Фрэнк Фрёлинг         | 6-2 6-2       |
| 13. | 1966 | Уимблдонский турнир (3)        | Кен Флетчер  | Билли Джин Кинг Деннис Ралстон     | 4-6 6-3 6-3   |
| 14. | 1968 | Уимблдонский турнир (4)        | Кен Флетчер  | Ольга Морозова Александр Метревели | 6-1 14-12     |
| 15. | 1969 | Открытый чемпионат Франции (4) | Марти Риссен | Франсуаза Дюрр Жан-Клод Баркле     | 6-3 6-2       |
| 16. | 1969 | Открытый чемпионат США (6)     | Марти Риссен | Франсуаза Дюрр Деннис Ралстон      | 7-5 6-3       |
| 17. | 1970 | Открытый чемпионат США (7)     | Марти Риссен | Джуди Тегарт-Далтон Фрю Макмиллан  | 6-4 6-4       |
| 18. | 1972 | Открытый чемпионат США (8)     | Марти Риссен | Розмари Казалс Илие Настасе        | 6-3 7-5       |
| 19. | 1975 | Уимблдонский турнир (5)        | Марти Риссен | Бетти Стове Аллан Стоун            | 6-4 7-5       |

#### Несыгранные (2)
| №  | Год  | Турнир                       | Партнёр      | Соперники в финале          | Счёт в финале |
| -- | ---- | ---------------------------- | ------------ | --------------------------- | ------------- |
| 1. | 1965 | Чемпионат Австралии          | Джон Ньюкомб | Робин Эбберн Оуэн Дэвидсон  | Не игрался    |
| 2. | 1969 | Открытый чемпионат Австралии | Марти Риссен | Энн Хейдон-Джонс Фред Столл | Не игрался    |

#### Поражения (4)
| №  | Год  | Турнир                 | Партнёр      | Соперники в финале            | Счёт в финале |
| -- | ---- | ---------------------- | ------------ | ----------------------------- | ------------- |
| 1. | 1964 | Уимблдонский турнир    | Кен Флетчер  | Лесли Тёрнер Фред Столл       | 4-6 4-6       |
| 2. | 1968 | Чемпионат Австралии    | Аллан Стоун  | Билли Джин Кинг Дик Крили     | без игры      |
| 3. | 1971 | Уимблдонский турнир    | Марти Риссен | Билли Джин Кинг Оуэн Дэвидсон | 6-3 2-6 13-15 |
| 4. | 1973 | Открытый чемпионат США | Марти Риссен | Билли Джин Кинг Оуэн Дэвидсон | 3-6 6-3 6-7   |

## Финалы Кубка Федерации за карьеру

### Победы (4)
| №  | Год  | Место проведения    | Покрытие | Команда                                  | Соперницы в финале                             | Счёт |
| -- | ---- | ------------------- | -------- | ---------------------------------------- | ---------------------------------------------- | ---- |
| 1. | 1964 | Филадельфия, США    | Трава    | Австралия М. Смит, Л. Тёрнер             | США Б. Дж. Моффитт, Н. Ричи, К. Сасман         | 2:1  |
| 2. | 1965 | Мельбурн, Австралия | Трава    | Австралия М. Смит, Дж. Тегарт, Л. Тёрнер | США К. Гребнер, Б. Дж. Моффитт                 | 2:1  |
| 3. | 1968 | Париж, Франция      | Грунт    | Австралия К. Мелвилл, М. Корт            | Нидерланды Л. Веннебур, А. Сюрбек, М. Янсен    | 3:0  |
| 4. | 1970 | Перт, Австралия     | Трава    | Австралия И. Гулагонг, М. Корт, Л. Хант  | Великобритания В. Уэйд, Э. Хейдон-Джонс, В. Шо | 3:0  |

### Поражения (2)
| №  | Год  | Место проведения       | Покрытие | Команда                                   | Соперницы в финале                      | Счёт |
| -- | ---- | ---------------------- | -------- | ----------------------------------------- | --------------------------------------- | ---- |
| 1. | 1963 | Лондон, Великобритания | Трава    | Австралия М. Смит, Л. Тёрнер              | США Б. Дж. Моффитт, Д. Хард             | 1:2  |
| 2. | 1969 | Афины, Греция          | Грунт    | Австралия М. Корт, К. Мелвилл, Дж. Тегарт | США Дж. Барткович, Н. Ричи, Дж. Хелдман | 1:2  |

## Религиозная деятельность, благотворительность и общественная позиция
В конце 1970-х годов Корт, страдавшая от проблем со здоровьем, включавших частые депрессии, обратилась вначале к эзотерическим практикам (в прессе того времени описывались её опыты по лечению наложением рук), а затем непосредственно к христианской религии. Её биограф Барбара Олдфилд датирует первое пробуждение интереса к христианству у Корт 1973 годом. После госпитализации с недостаточностью клапана сердца она в конце десятилетия присоединилась к пятидесятнической организации Full Gospel Men. В 1982 году она начала посещать курсы по изучению Библии и в 1991 году была официально рукоположена, получив право на титул «преподобная» (англ. Reverend). В том же году основала компанию Margaret Court Ministries, а четыре года спустя Центр жизни «Победа» (англ. Victory Life Centre) — пятидесятническую церковь в пригороде Перта Осборн-Парке. К началу 2000-х годов её конгрегация насчитывала более тысячи верующих. Корт заявляла, что «верит по умолчанию в то, что ей говорит Библия», и «не снимает сливки» из священных текстов ради популярности.
Действующая с 1997 года благотворительная организация Margaret Court Community Outreach занимается распределением продуктов среди нуждающихся семей и отдельных жителей восточной части Перта. С момента основания до 2015 года число её клиентов выросло на 30 %, и в 2016 году был открыт третий филиал организации. К этому времени организация еженедельно распределяла между 550 нуждающимися семьями 25 тонн продуктов — объём, достаточный для приготовления 5000 порций; в год стоимость продовольственной помощи, оказываемой ею, составляла 1,3 млн долларов. В 2021 году, по собственной оценке Корт, распределялись уже 75 тонн продуктов в неделю.
Уже в 1965 году вышла первая автобиография теннисистки. Позднее она выпустила ещё две автобиографии, увидевшие свет в 1975 и 2016 годах. В 1993 году вышла книга Барбары Олдфилд «Побеждающая вера: история Маргарет Корт» (англ. A Winning Faith: the Margaret Court Story). Автор книги, по её собственным словам, нашла путь к духовному спасению благодаря Корт.

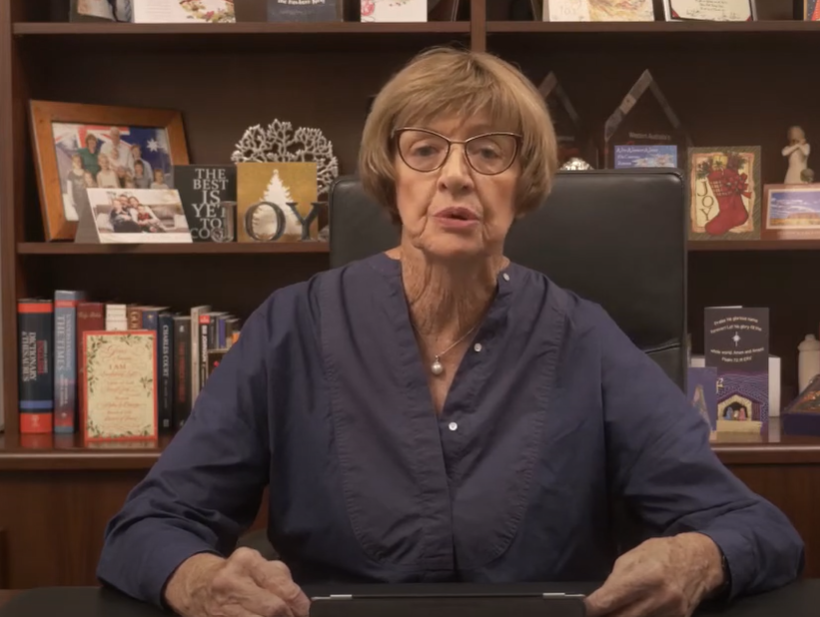
Телепроповедь Корт в 2018 году

Корт располагает также связями в политических кругах Австралии: младший брат её мужа был премьер-министром Западной Австралии, а в её церкви по приглашению бывшей чемпионки выступал экс-премьер-министр Австралии Скотт Моррисон. В конце XX и начале XXI веков Корт начала обращать на себя внимание скандальными высказываниями. Уже в 1970 году она выступила с комплиментами в адрес расистской Южно-Африканской Республики, которую назвала организованной лучше, чем любая другая страна. В 2019 году она подверглась критике за сотрудничество с диктаторским режимом в Бурунди, обвиняемым в преступлениях против человечества. В обращении к федеральному парламенту в 1994 году Корт назвала гомосексуальность и аборты «скверной пред лицом Господа» (англ. abomination to the Lord). Начиная с 1990-х годов бывшая чемпионка регулярно выступает с нападками на ЛГБТ-движение и его отдельных представителей, включая Мартину Навратилову и Билли Джин Кинг. Она неоднократно заявляла, что спортсменки-лесбиянки разрушают теннис, сравнивала воздействие ЛГБТ-движения на умы с воздействием нацизма и коммунизма и призывала бойкотировать авиакомпанию Qantas за её публичную поддержку трансгендерных людей. Гомофобия Корт была неоднократно осуждена коллегами, в том числе Мартиной Навратиловой, Билли Джин Кинг, Светланой Кузнецовой, Ариной Родионовой, Энди Марреем, Джоном Макинроем, Кейси Деллакквой, Брайаном Вэли, а также политиками Дэниелом Эндрюсом и Энтони Албанизом. Эти высказывания Корт стали причиной призывов к переименованию центрального корта стадиона «Мельбурн Парк», носящего её имя. В то же время сомнения в необходимости такого шага высказывали некоторые из объектов её нападок (в том числе Кинг, теннисистка Саманта Стосур и журналистка Кейт Макгрегор, являющаяся трансгендерной женщиной). Однако впоследствии Кинг изменила своё мнение.
Сама Корт хорошо понимает провокативность своих заявлений и сравнивала себя в интервью с журналистами, которые постоянно ищут кликбейтные заголовки. При этом она обвиняла «гомосексуальное лобби», реагирующее на её нападки, в запугивании, преследовании и нарушении прав христиан на свободу высказываний. В статье газеты Guardian, посвящённой провокативным высказываниям Корт, журналист Р. Джексон делает вывод, что и сами эти заявления, и вызываемая ими критика служат росту популярности проповедницы в ультраконсервативных кругах и способствуют увеличению объёма пожертвований на её центр. Кейт Макгрегор высказывала мнение, что критика высказываний Корт позволяет ей выглядеть в глазах этих кругов жертвой и генерировать новые нападки на ЛГБТ-сообщество. Она также указала, что Корт выбрала для себя удобную мишень в виде малочисленного сообщества трансгендеров, но избегает выступать с критикой других грехов, осуждаемых Библией, в частности прелюбодеяния, так как осуждение такого поведения привело бы к автоматической потере поддержки половины населения Австралии.